# Suello
Suello (Süèl in dialetto brianzolo) è un comune italiano di 1 723 abitanti della provincia di Lecco in Lombardia. È posto ai piedi del monte Cornizzolo, tra il lago di Annone e quello di Pusiano lungo la strada che collega Lecco a Como.

## Origini del nome
Il toponimo deriva dal nome proprio Suillis, colono romano proprietario di un podere lungo la via Bergomum-Comum.

## Storia
Durante il Medioevo, Suello fece parte del Contado della Martesana e della pieve di Incino.
Fino al 1796 il territorio di Suello fu infeudato dalla famiglia Serbelloni.
Dal 1927 al 1955 il comune di Suello fu accorpato con quello di Cesana Brianza, dando vita al comune di Cesello Brianza allora appartenente alla provincia di Como. Il provvedimento replicava un analogo decreto di Napoleone in vigore dal 1809 al 1816.

### Simboli
Lo stemma comunale e il gonfalone sono stati concessi con decreto del presidente della Repubblica del 4 novembre 1960.
Il bozzolo di baco da seta richiama la tradizione della bachicoltura e della filatura che nei secoli XVIII e XIX caratterizzarono l'economia del territorio; le api sono simbolo dell'industria e della laboriosità.
Il gonfalone è un drappo partito di giallo e d'azzurro.

## Monumenti e luoghi d'interesse

### Architetture religiose
La nuova parrocchiale di San Biagio, dedicata anche ai santi Quirico e Giulitta, fu costruita nel quarto decennio del XX secolo e consacrata dall'arcivescovo Schuster. La chiesa fu edificata in sostituzione della vecchia parrocchiale, situata poco distante.

## Società

### Evoluzione demografica
- 252 nel 1751
- 489 nel 1771
- 431 nel 1805
- annessione a Cesana nel 1809
- 604 nel 1853
- 754 nel 1901
- annessione a Cesana nel 1927
- 1 405 nel 1961

Abitanti censiti

## Infrastrutture e trasporti
Fra il 1928 e il 1955 la località ospitò una fermata della Tranvia Como-Erba-Lecco.

## Amministrazione
È presente un municipio, in cui risiedono le funzioni amministrative e anche un ambulatorio dove precedentemente vi era la sala civica.